# Casimir Mordasewicz
Casimir Mordasewicz est un peintre polonais du XIXe siècle, né le 23 avril 1859 à Minsk, et mort dans le 7e arrondissement de Paris le 12 novembre 1923 .

## Biographie
Casimir est le fils de Léon et de Vincenter Iancherwska.
Il épouse Marie Olsewska.
Il est mort à Paris à l'âge de 64 ans.

## Galerie

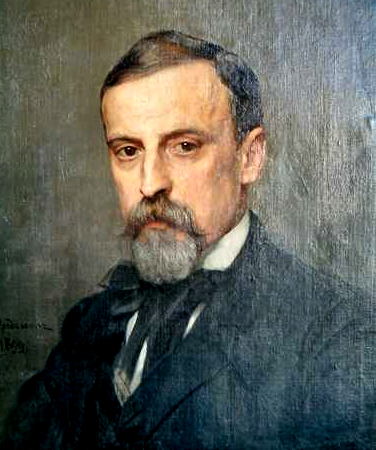
Henryk Sienkiewicz
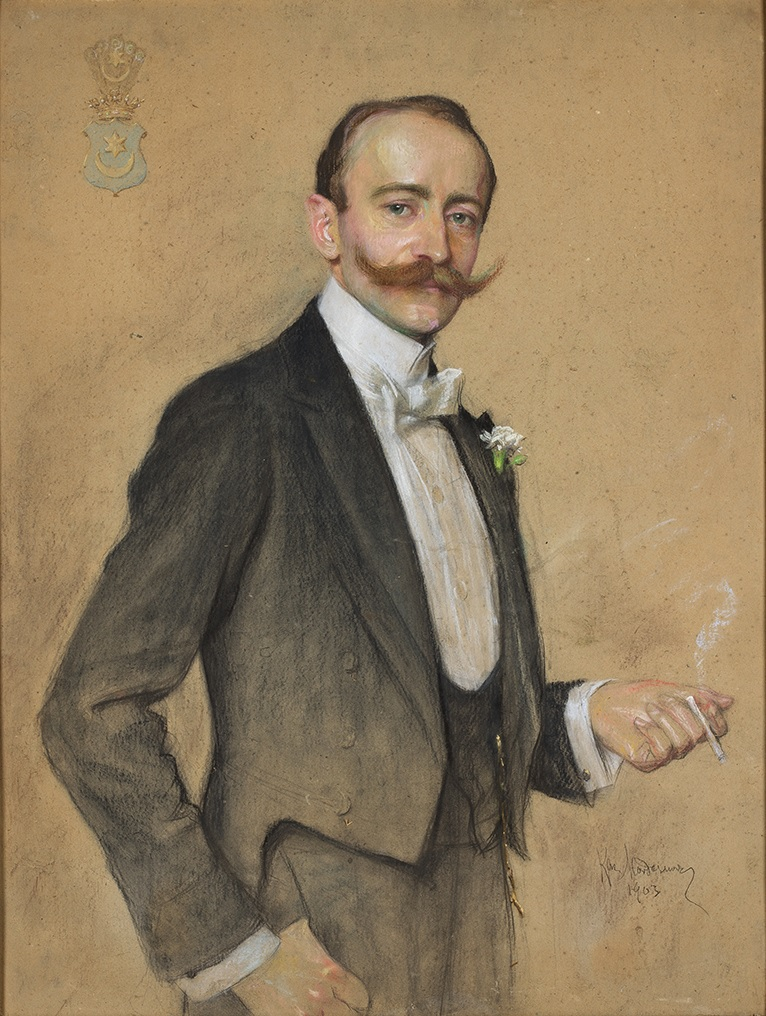
Łukasz Dobrzański
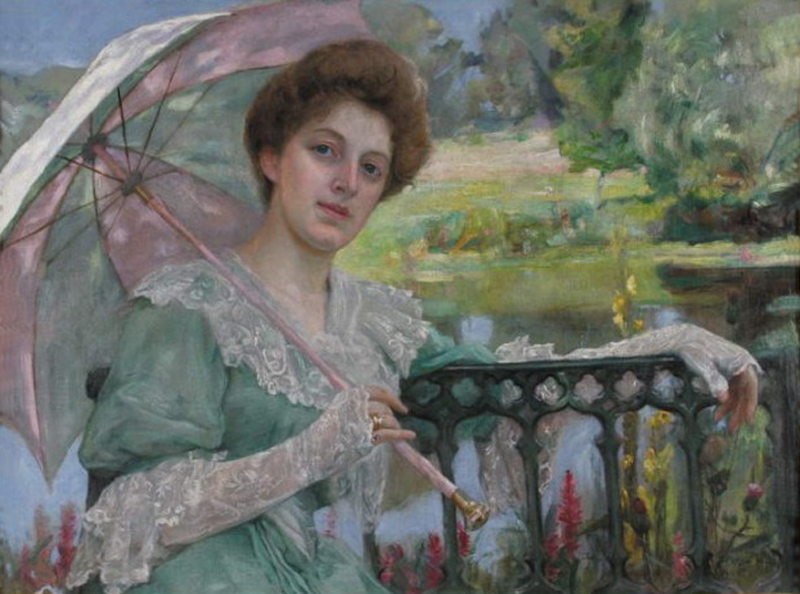
Genowefa Wężyk
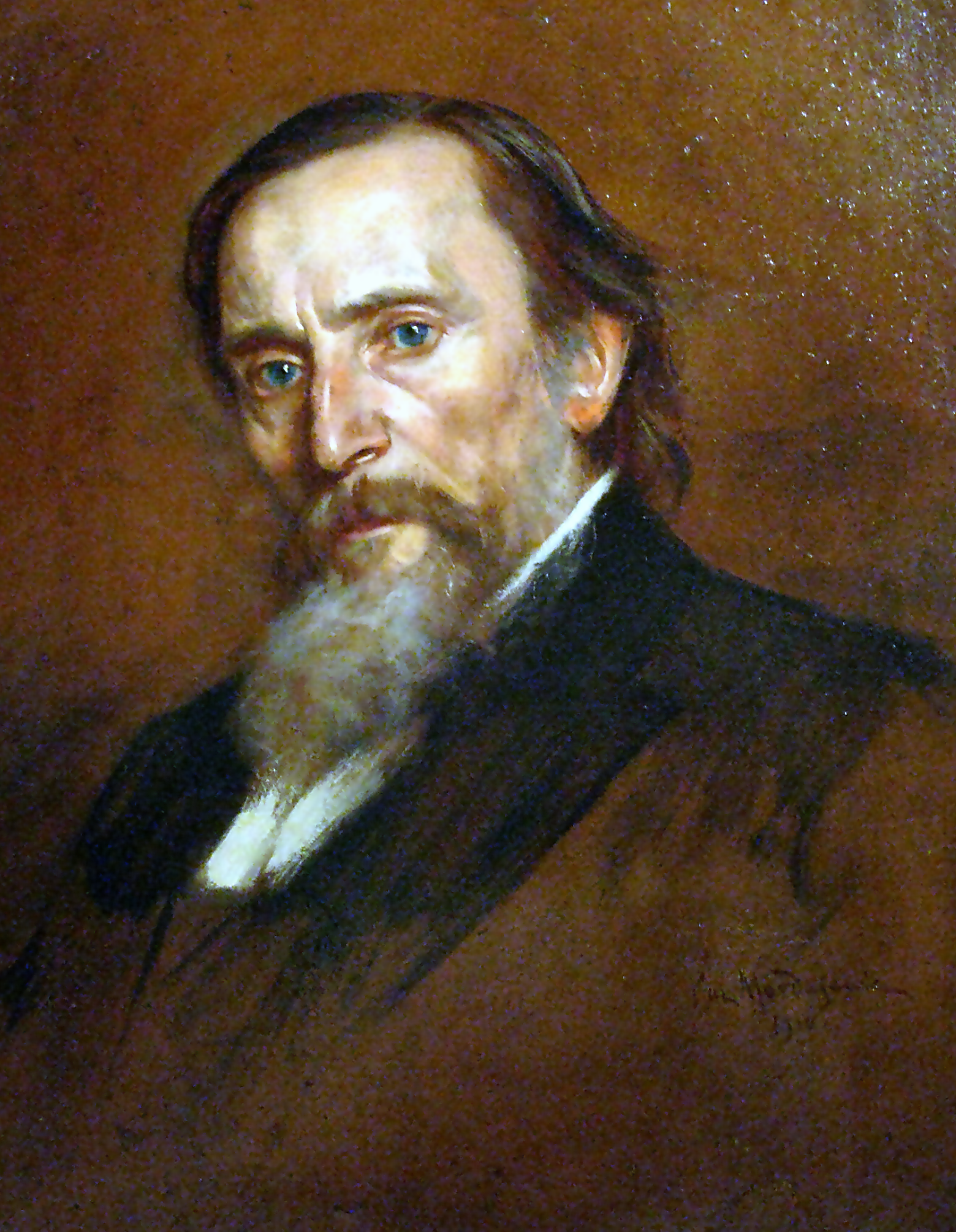
Stanisław Krzemiński